# Komis urskogar
Komis urskogar är ett 32 800 km² stor område med urskog i Uralbergens norra delar i den Ryska delrepubliken Komi.
Urskogen tillhör Uralbergens taiga och domineras av de tre trädarterna altaigran, pichtagran och sibirisk lärk. De mest framstående däggdjuren är ren, sobel, mink och hare.
Området sammanfaller med Petjora-Ilytj naturreservat och Yugyd Va nationalpark. Urskogen fick status som världsarv 1995, vilket var det första naturvärldsarvet i Ryssland. Dess erkännande gav skogen ytterligare medel från utlandet och räddade den från omedelbar avverkning av ett franskt företag (HUET Holding). Skogen hotas dock fortfarande av illegal avverkning och guldutvinning. Guldfyndigheterna i norra delen av Yugyd-Va nationalpark var planerade att utvinnas före 1995.
Trots områdets erkännande som ett världsarv, har delstatschefen och Komis naturdepartement verkat för att tillåta utvinning av guld. Delstatsregeringens försök att flytta områdets gränser för att exkludera de guldrika områdena och ta bort deras skyddsstatus har dock avslagits av Komis högsta domstol.[när?]